# Plumatella chulabhornae
Espèce
Plumatella chulabhornaee est une espèce de bryozoaires d'eau douce de la famille des Plumatellidae.
Cette espèce a été décrite par Timothy S. Wood (d) et son équipe en 2006  à partir d'un holotype collecté en 2005  dans un étang piscicole de l'université de Kasetsart à Bangkok en Thaïlande. Cet holotype est déposé au musée de zoologie de l'université Chulalongkorn.

## Dénomination
- Son nom de genre (Plumatella) provient du fait que, vu de près, ses polypes donnent à une colonie dense un aspect « plumeux » ;
- Son nom d'espèce est « chulabhornae», qui fait référence au nom de la Princesse Chulabhorn, « partisane infatigable et efficace des projets scientifiques en Thaïlande » selon Wood & al.[3].

## Description Identification  taxonomiques
Cette espèce forme des colonies en se développant de manière dendritique en produisant des « branches » plus ou moins longues selon la densité de zoïdes. Dans une colonie, les branches adhèrent en plusieurs points (à un substrat dur ou parfois souple tel qu'une tige ou feuille).
La paroi du corps de l'animal est presque partout translucide et sans raphé. L’espèce produit des flottoblastes le plus souvent « latéralement asymétrique[s], avec une valve ventrale fortement convexe et une soupape dorsale presque plate » Chaque statoblaste est recouvert d'un couvercle dont la forme est bien définie (floatoblast fenestrae).
Les parois du corps sont d'abord transparentes, puis peuvent foncer (en raison du développement d'une cuticule pigmentée sur le côté frontal de la colonie (le zooide apparait alors bicolore quand on l'observe latéralement. L'épaisseur de la cuticule n'est pas uniforme.
L’espèce ne peut pas être identifiée facilement. Les critères d’identifications sont la taille, la forme et les motifs de ses propagules (statoblastes), flottoblastes (statoblastes à anneau flottant) qui doivent être observés au microscope optique ou électronique.

### Guide ou clés de détermination
- Mundy - Clé de détermination des bryozoaires anglais et européens
- Wood II - Nouvelle clé de détermination des bryozoaires anglais, irlandais et d'Europe continentale (A new key to the freshwater bryozoans of Britain, Ireland and Continental Europe)
- Massard, J. A., & Geimer, G. (2008). Global diversity of bryozoans (Bryozoa or Ectoprocta) in freshwater: an update ; Bulletin de la Société des naturalistes luxembourgeois, 109, 139-148